# Ágar chocolate

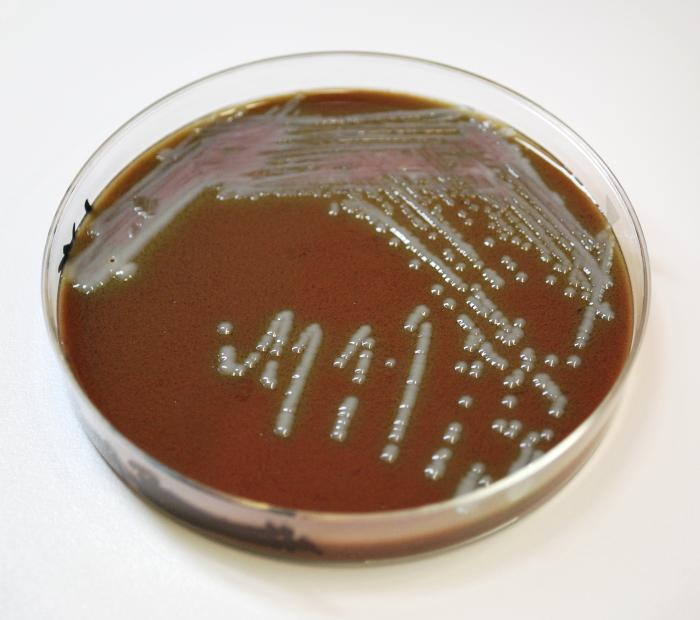
Ágar chocolate com colônias de Francisella tularensis.

Ágar Chocolate (CHOC) é um meio enriquecido e não seletivo para cultivo de bactérias delicadas e exigentes. Uma variante do ágar sangue. Contém glóbulos vermelhos lisados (rompidos) para liberar hemina, NAD e hematina que dão a coloração marrom característica. É feito com uma base e sangue de cavalo, carneiro ou coelho aquecidas suavemente até 56 ° C.
Permite o cultivo de Haemophilus, Neisseria, Branhamella, e Moraxella.

## Cultivos
Aparência dos cultivos típicos:
- Neisseria meningitidis: Formam colônias acinzentadas, pequenas ou medianas, não hemolíticas, redondas, lisas, translúcidas com margens bem definidas.
- Neisseria gonorrhoeae: Colônias rosa-marrom, translúcidas, apresentam consistência suave e as margens bem definidas com 0,5-1 mm de diâmetro.
- Haemophilus influenzae: Colônias creme ou acinzentadas, pequenas, delicadas, opacas, não hemolítica.